# Orophea hexandra
Orophea hexandra Blume – gatunek rośliny z rodziny flaszowcowatych (Annonaceae Juss.). Występuje naturalnie w Wietnamie, Tajlandii, Mjanmie, Malezji oraz na indyjskich wyspach Andamanach i Nikobarach. 

## Morfologia
PokrójZimozielone drzewo lub krzew dorastające do 5–6 m wysokości. Młode pędy są owłosione.
LiścieMają kształt od owalnego do podłużnie lancetowatego. Mierzą 10–13,5 cm długości oraz 3,5–6,5 cm szerokości. Nasada liścia jest zaokrąglona. Blaszka liściowa jest o spiczastym wierzchołku. Ogonek liściowy jest nagi i dorasta do 2–3 mm długości.
KwiatySą zebrane po 2–3 w kwiatostany, rozwijają się w kątach pędów. Mają białozielonkawą barwę. Osiągają do 6 mm średnicy. Działki kielicha mają owalny kształt, są owłosione i dorastają do 1 mm długości. Płatki mają kształt od owalnie sercowatego do trapezoidalnego i mierzą do 5–7 mm długości. Kwiaty mają 4–6 owocolistków o owalnie podłużnym kształcie i długości 2 mm.
OwocePojedyncze mają podłużny kształt, zebrane w owoc zbiorowy. Są owłosione, osadzone na krótkich szypułkach. Osiągają 25–30 mm długości.

## Biologia i ekologia
Rośnie w wiecznie zielonych lasach. Kwitnie od grudnia do stycznia, natomiast owoce dojrzewają od lutego do kwietnia.